# DREAM Fest 2025
DREAM Fest 2025 — международный музыкальный фестиваль. Проведён с 23 по 26 июля в Sea Breeze Resort около Баку.

## Общие сведения
Проведён во второй раз. В фестивале приняли участие более 100 музыкантов, в том числе Великобритании, Турции и Канады.
На фоне разногласий Азербайджана и России из списка участников были исключены Стас Пьеха, Клава Кока, Егор Крид, группа «Руки Вверх!», Ани Лорак, Алсу. Jony отказался от участия. 
Первоначально фестиваль должны были вести Регина Тодоренко и Милош Бикович. Однако, они были сменены азербайджанскими ведущими. 
Программа фестиваля:
- 23 июля — Гала-открытие
- 24 июля — Трибьют Муслима Магомаева; EMIN & дуэты с артистами
- 25 июля — Super Star Day
- 26 июля — Super Hit Day

## Гала-открытие
Фестиваль открыт 23 июля. Перед началом зарубежные звёзды и азербайджанские исполнители прошли по красной дорожке. Ведущими фестиваля стали Мурад Дадашов и Усния Магеррамова. 
Сначала выступил EMIN с треком «Сбежим в Баку».
На открытии выступила Николь Шерзингер. 
Зульфия Ханбабаева, Фаик Агаев и Тунзаля Агаева представили новые треки. Тунзаля Агаева презентовала трек «Əfsanə».
После них выступили  Айгюн Кязимова, Efendi, Роза Зергерли, SEVANNA, Брендон Стоун, Merab Amzoevi, Эленэ Нинидзе, группа «Cosa Nostra», Анар Агаев, Нигяр Джамал, Мири Юсиф, Замиг Гусейнов, IVKA.
В ходе открытия состоялось возвращение на сцену Айсель Теймурзаде. Она презентовала песню «Alov və buz».
Было представлено шоу с использованием 500 дронов, которые нарисовали карту Азербайджана, достопримечательности, а также символы фестиваля.

## 2-й день
На открытии второго дня выступил Юхан Беньяминов.
Выступили Алессандро Сафина, Эмин Агаларов, Анар Агаев, Роза Зергерли, Merab Amzoevi, Брендон Стоун, Нигяр Джамал, группа Blue, Тунзаля Агаева, Насиба Абдуллаева, Эльчин Азизов, Нани Брегвадзе, Фаррух Закиров, Эмилия Ягубова, İvka.
Состоялся трибьют Муслима Магомаева. Песни Магомаева были исполнены различными артистами соло и в дуэте.
Эмин Агаларов, Алессандро Сафина и Эльчин Азизов совместно исполнили «Синяя вечность». 
Прошли сольные концерты Blue и EMİN-а.
Выступление сопровождалось салютом над Каспийским морем.

## 3-й день
В третий день, 25 июля исполнены танцевальные хиты 1980-х и 1990-х годов.
Выступили Сандра, Haddaway, In-Grid, Ottawan, EMIN, Aqua, Kosheen, No Mercy, Kevin Mccoy (экс Bad Boys Blue), Secret Service.
In-Grid исполнила дуэт с Вагифом Нагиевым «Ümid yağışı».

## 4-й день
В четвёртый день, 26 июля прошёл парад суперхитов. Сначала участники прошли по бирюзовой ковровой дорожке, символизирующей цвет волн Каспийского моря.
Выступили Tyga, EMIN, Ева Симонс, Sevanna, Alizade (Ася Ализаде), турецкий рэпер Ceza, Jah Khalib.
Tyga впервые выступил в Азербайджане.